# Serri (cantante)
Park Mi-yeon (hangul: 박미연; Seúl, 16 de septiembre de 1990), más conocida por su nombre artístico Serri, es una cantante, actriz, modelo y compositora surcoreana, conocida por ser miembro del grupo femenino surcoreano Dal Shabet.

## Vida personal
Serri nació el 16 de septiembre de 1990 en Corea del Sur. Actualmente asiste a la Universidad Dongduk, con especialización en Radiodifusión de Entretenimiento.

## Discografía

### Como artista invitada
| Título                                      | Año  |  |
| Título                                      | Año  |  |
| ------------------------------------------- | ---- |  |
| "Fall in Love" (Kim Won-joo (4Men) & Serri) | 2011 |  |

## Filmografía

### Series
| Año  | Título                | Red | Papel  | Notas |
| ---- | --------------------- | --- | ------ | ----- |
| 2013 | My Love from the Star | SBS | Junior | Cameo |

### Reality
| Año  | Título   | Red   | Nota        |
| ---- | -------- | ----- | ----------- |
| 2017 | The Unit | KBS 2 | Concursante |